# Joël Monteilhet
Pour les articles homonymes, voir Monteilhet.
Joël Monteilhet est un acteur français.

## Filmographie
- 1957 : À pied, à cheval et en voiture de Maurice Delbez : Le fils Duchemin
- 1957 : Les Louves de Luis Saslavsky
- 1957 : Porte des Lilas de René Clair : Un gamin
- 1958 : Julie la Rousse de Claude Boissol
- 1963 : Méfiez-vous, mesdames d'André Hunebelle
- 1964 : L'Âge ingrat de Gilles Grangier : Jules Lartigues
- 1966 : Brigitte et Brigitte de Luc Moullet : 	Workman
- 1968 : Nathalie, l'amour s'éveille de Pierre Chevalier